# Symphlebia jamaicensis
Symphlebia jamaicensis är en fjärilsart som beskrevs av William Schaus 1896. Symphlebia jamaicensis ingår i släktet Symphlebia och familjen björnspinnare. Inga underarter finns listade i Catalogue of Life.